# Lipoproteinek

Egy chilomikron szerkezete. Az ApoA, ApoB, ApoC, ApoE apolipoproteinek, a zöld részecskék foszfolipideket, a T triglicerideket, a C koleszterinésztereket jelöl.

A lipoproteinek olyan biokémiai egységek, melyek feladata a hidrofób lipid- (más néven zsír-) molekulák vízben, vérplazmában vagy más sejten kívüli folyadékokban történő szállítása. Központjukban trigliceridek és koleszterin található, amit foszfolipidekből álló külső réteg vesz körül, ahol a hidrofil részek a környező víz irányába, a lipofil részek pedig a lipidközpont felé mutatnak. Az apolipoproteinek a külső rétegbe ágyazódnak, a komplexet stabilizálják, és a szerepüket meghatározó azonosságot is adnak.
Számos enzim, szállító-, szerkezeti fehérje, antigén, adhezin és toxin lipoprotein. Ide tartoznak a plazmalipoprotein-részecskék (HDL, LDL, IDL, VLDL és chilomikronok). E részecskék egyes alcsoportjai az ateroszklerózis modulátorai.

## Elnevezés

### Transzmembrán lipoproteinek
Egyes transzmembrán proteolipideket, különösen a baktériumokban találhatókat, lipoproteineknek neveznek, de ezeknek nincs közük a lipoproteinekhez. E transzmembrán fehérjéket nehéz izolálni, mert szorosan kötődnek a lipidmembránhoz, gyakran szükségesek lipidek a megfelelő szerkezethez, és vízben gyakran oldhatatlanok. Gyakran szükségesek detergensek a transzmembrán lipoproteinek megfelelő biológiai membránoktól való elkülönítéséhez.

### Plaszmalipoprotein-részecskék
Mivel a zsírok vízben oldhatatlanok, nem szállíthatók önmagukban a sejtközi állományban, beleértve a vérplazmát. Ehelyett hidrofil külső réteg veszi ezeket körül, ami szállítóeszközként funkcionál. A lipoprotein-részecskék feladata a zsírmolekulák, például triacilglicerinek (más néven trigliceridek), foszfolipidek és koleszterin szállítása a szervezet sejtközi állományában annak minden sejtjéhez és szövetéhez. A külső rétegükben lévő fehérjéket, az apolipoproteineket a vékonybél és a máj sejtjei is előállítják és a sejtközi állományba ürítik. A külső réteg is tartalmaz foszfolipideket és koleszterint.
Minden sejtnek szüksége van zsírokra és koleszterinre a sejtmembránok létrehozásához, melyek célja a víz és vízoldékony anyagok mennyiségének szabályozása, valamint a belső szerkezet és enzimrendszerek létrehozása. A lipoproteinek külső héjában a hidrofil foszfolipidek, koleszterin és apolipoproteinek kifelé mutatnak. Ezek a jellemzők teszik oldhatóvá a vérben. A trigliceridek és a koleszterilészterek belül szállítódnak, a víztől a külső héj által elkülönítve. A külső héjban szállított apolipoproteinek határozzák meg a lipoproteinek működését. Az apolipoproteinek a vérben lévő enzimekkel, egymással vagy a sejtfelszíni specifikus fehérjékkel történő kölcsönhatása meghatározza, hogy a lipoprotein-részecskékbe bekerülnek vagy onnan kikerülnek a trigliceridek és koleszterin.
|                                     | Chilomikronok | VLDL         | LDL         | HDL         |
| Elektroforetikus mobilitás          | Keletkezésnél | Pre-béta     | Béta        | Alfa        |
| Sűrűség (g/cm3)                     | <0,96         | 0,96-1,006   | 1,006-1,063 | 1,063-1,21  |
| Átmérő (nm)                         | 100-1000      | 30-90        | 20-25       | 10-20       |
| Apolipoproteinek                    | B48, Al, All  | B100 CI, CII | B100        | AI, AII, CI |
| Összetétel (teljes tömeg %-a)       |               |              |             |             |
| Fehérje                             | 2             | 10           | 20          | 40          |
| Lipid                               | 98            | 90           | 80          | 60          |
| Lipidösszetétel (lipidtartalom %-a) |               |              |             |             |
| Trigliceridek                       | 88            | 55           | 12          | 12          |
| Koleszterilészterek                 | 4             | 24           | 59          | 40          |
| Foszfolipidek                       | 8             | 20           | 28          | 47          |
| Szabad zsírsavak                    | 0 -           | 1            | 1           | 1           |

## Szerkezet
A lipoproteinek egy központi, nem poláris lipidekből, főképp koleszterilészterekből és trigliceridekből álló hidrofób magból és az azt körülvevő, foszfolipidekből, szabad koleszterinből és apolipoproteinekből álló hidrofil membránból állnak. A plazma-lipoproteineket hét osztályba sorolják méret, lipidösszetétel és apolipoproteinek alapján.

## Funkciók

### Metabolizmus
A lipoprotein-részecskék átalakítása a szervezetben a lipoprotein-metabolizmus. Két útvonala van: az exogén és az endogén, nagyrészt attól függően, hogy a lipoproteinek nagyrészt a bevitt (exogén) vagy májban de novo trigliceridszintézissel termelődő (endogén) lipidekből állnak. 
A hepatociták a trigliceridek és a koleszterin átalakításának fő helyszíne, ezenkívül a máj képes bizonyos mennyiségű glikogén és triglicerid eltárolására. Noha az adipociták a fő triglicerid-tároló sejtek, azok nem termelnek lipoproteint.

#### Exogén útvonal

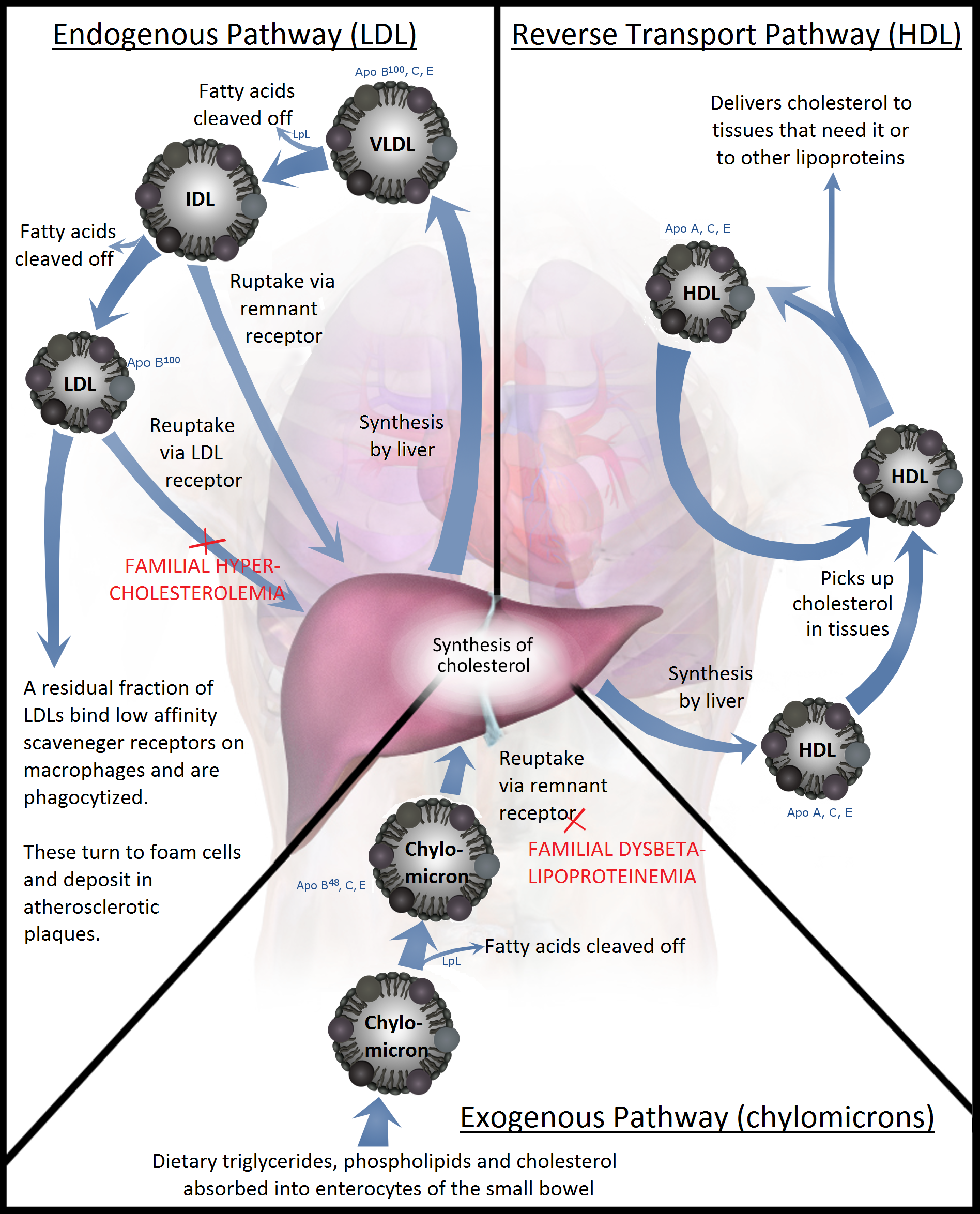
A lipoprotein-metabolizmus fő részeit bemutató egyszerűsített folyamatábra

Az epe emulgeálja a gyomorpép zsírjait, majd a hasnyálmirigylipáz két zsírsavra és egy 2-monogliceridre bontja a triglicerideket. Az enterociták a kismolekulákat elnyelik a gyomorpépből. Az enterocitákon belül a zsírsavak és a monogliceridek újra trigliceridekké válnak. Majd ezek a lipidek a B-48 apolipoproteinnel összeállnak naszcens chilomikronokká. E részecskék ezután a vékonybél nyirokereibe ürülnek egy a B-48 apolipoproteintől erősen függő folyamaton keresztül. Ahogy a nyirokereken át haladnak, a naszcens chilomikronok áthaladnak a máj keringésén és a mellkasi fő nyirokvezetéken keresztül kerülnek a vérkeringésbe.
A vérkeringésben a naszcens chilomikron-részecskék kölcsönhatásba lépnek a HDL-részecskékkel, melynek eredményeképp C-II és E apolipoprotein kerül át a HDL-ről a chilomikronra. A chilomikron ettől kezdve érettnek számít. A C-II apolipoproteinen keresztül az érett chilomikronok aktiválják a lipoprotein-lipázt (LPL), az erek endotél sejtjeinek enzimét. Az LPL a triglicerid-hidrolízist katalizálja, melynek végtermékeként glicerin és zsírsavak kerülnek ki a chilomikronokból. A glicerint és a zsírsavakat ezután a perifériás szövetek, különösen a zsír- és az izomszövet felhasználhatják energiaforrásként vagy -tárolásra.
A hidrolizált chilomikronok a chilomikronmaradványok. Ezek tovább keringenek a vérben, míg az E apolipoproteinen keresztül chilomikronmaradvány-receptorokkal lépnek kölcsönhatásba, amelyek főként a májban találhatók. Ez a kölcsönhatás a chilomikron-maradványok endocitózisát okozza, s ezeket később a lizoszómák hidrolizálják. A lizoszomális hidrolízis glicerint és zsírsavakat bocsát ki a sejtbe, amely energiaforrásként vagy tárolásra használhatja azokat.

#### Endogén útvonal
A máj a lipidek kezelésében a legfőbb szerv: képes sejtjeiben, a hepatocitákban glicerinszármazékokat és zsírokat tárolni. A hepatociták ezenkívül képesek triglicerideket előállítani de novo, valamint epét hoznak létre koleszterinből. A belek nyelik el a koleszterinből, ami a vérkeringésbe kerül át onnan.

A májlipáz általi hidrolíziskor glicerin és zsírsavak keletkeznek, nagyon magas koleszterintartalmú IDL-maradványokat, alacsony sűrűségű lipoproteineket hátrahagyva. AZ LDL-t a keringés során a máj és a perifériás sejtek elnyelik. A célszövethez való kötést az LDL-receptor és az apolipoprotein B-100 közti kölcsönhatás teszi lehetővé. Az elnyelés endocitózissal történik, a bejutó LDL-részecskék a lizoszómákban hidrolizálódnak, lipideket, elsősorban koleszterint létrehozva.

### Lehetséges szerep az oxigénszállításban
A plazma-lipoproteinek szállíthatnak oxigént. Ennek oka a lipidek hidrofób szerkezete, melyek az oxigén oldhatóságának kedvezőbb feltételeket teremtenek a vizes közegnél.

## Csoportosítás

### Sűrűség alapján
A lipoproteineket öt nagy csoportba lehet sorolni, itt a nagyobb mérettől és alacsonyabb sűrűségtől a kisebb méret és a magasabb sűrűség felé haladva. A lipoproteinek annál nagyobbak és annál alacsonyabb sűrűségűek, minél több zsír jut egységnyi fehérjére. Ezeket elektroforézis, ultracentrifugálás és mágneses magrezonancia-spektroszkópia alapján sorolják be a Vantera Analyzer alapján.
- A chilomikronok triglicerideket (zsírt) szállítanak a belekből a máj, a vázizmok és a zsírszövet felé.
- A nagyon alacsony sűrűségű lipoproteinek (VLDL) (újonnan szintetizált) triglicerideket szállítanak a májból a zsírszövet felé.
- A köztes sűrűségű lipoproteinek (IDL) a VLDL és az LDL között vannak. Általában nem mutathatók ki a vérben éhezés esetén.
- Az alacsony sűrűségű lipoproteinek (LDL) 3000-6000 zsírmolekulát (foszfolipidek, koleszterin, trigliceridek stb.) szállítanak a testben. Az LDL-t néha „rossz” lipoproteinnek is nevezik, mert a dózishoz viszonyított koncentrációk korrelálnak az ateroszklerózis előrehaladásával.
  - nagy lebegő LDL (lb LDL-) részecskék
  - kis sűrű LDL (sd LDL-) részecskék
  - A lipoprotein(a) egy bizonyos fenotípusú lipoprotein-részecske
- A magas sűrűségű lipoproteinek (HDL) a test sejtjeiből/szöveteiből gyűjtik össze a zsírmolekulákat, és visszaszállítják a májhoz. A HDL-t néha „jó” lipoproteinnek is nevezik, mert a magasabb koncentrációk korrelálnak az ateroszklerózis előrehaladásának csökkenésével vagy visszafordulásával.

Az alábbi adatok fiatal, egészséges, körülbelül 70 kg-os alanyok adatainak átlagai. A százalékok a száraz tömeg százalékát jelentik:
| Sűrűség (g/ml) | Besorolás     | Átmérő (nm) | % fehérje | % koleszterin, koleszterilészter | % foszfolipid | % triglicerid |
| >1,063         | HDL           | 5–15        | 33        | 30                               | 29            | 4-8           |
| 1,019–1,063    | LDL           | 18–28       | 25        | 46-50                            | 21-22         | 8-10          |
| 1,006–1,019    | IDL           | 25–50       | 18        | 29                               | 22            | 31            |
| 0,95–1,006     | VLDL          | 30–80       | 10        | 22                               | 18            | 50            |
| <0,95          | Chilomikronok | 75-1200     | 1-2       | 8                                | 7             | 83-84         |

 Azonban ezek az adatok nem szükségképpen megbízhatók egyes emberek vagy az általános klinikai populáció számára.

### Alfa és béta
A lipoproteineket be lehet sorolni „alfa” és „béta” kategóriába is, a szérumprotein-elektroforézis fehérjebesorolásának megfelelően. Ez a terminológia használatos az olyan lipid-rendellenességek leírásakor, mint például az abetalipoproteinémia.

### Alegységek
A lipoproteinek, például az LDL és HDL, tovább oszthatók alcsoportokra, melyek számos módszerrel különíthetők el. Ezeket sűrűség, fehérjetartalom vagy szállított fehérjék alapján különítik el. A kutatók észrevették, hogy az eltérő alcsoportokhoz eltérő apolipoproteinek, fehérjék és lipidek tartoznak, amelyek eltérő fiziológiai szereppel rendelkeznek. Például a HDL lipoprotein-alcsoporton belül számos fehérje vesz részt az általános lipidmetabolizmusban. Azonban a HDL tartalmazhat homeosztázishoz, koagulációhoz, gyulladásos és immunválaszokhoz szükséges fehérjéket, beleértve a komplementrendszer fehérjéit, proteolízis-gátlókat, akutfázisválasz-fehérjéket és LPS-kötő fehérjéket, hem- és vasmetabolizmushoz szükséges, vérlemezke-szabályzó, vitaminkötő és általános transzportfehérjéket.

## Tanulmányok
Az atherosclerosis a koszorúér-betegségek egyik leggyakoribb oka. Továbbá az ischaemiás szívbetegségek a halál legfőbb okai a világon. Számos tanulmány vizsgált lehetséges összefüggéseket a betegség és a vérplazma lipoprotein-koncentrációja közt. Számos feltételezés létezik az okokra, de egyik sincs még bizonyítva. E tanulmányok korrelációt mutattak ki (amely még nem ok-okozati összefüggés) az atherosclerosis és a részecskekoncentráció közt. Kifejezetten különböző fenotípusokat célzó tanulmányok kellenek annak meghatározására, hogy a részecskék száma válasz-e a diéta összetételére.  A Citizen Science Foundation kísérletet tesz erre.

## Fordítás
Ez a szócikk részben vagy egészben  a   Lipoprotein című angol Wikipédia-szócikk fordításán alapul.  Az eredeti cikk szerkesztőit annak laptörténete sorolja fel. Ez a jelzés csupán a megfogalmazás eredetét és a szerzői jogokat jelzi, nem szolgál a cikkben szereplő információk forrásmegjelöléseként.
Sablon:Portáls